# Hamna, Norge
Hamna är en tidigare tätort i Tromsø kommun i Troms fylke i norra Norge. Orten ligger på den norra delen av ön Tromsøya och utgör en stadsdel i Tromsø.
Sedan 2017 räknas bebyggelsen i orten som en del av tätorten Tromsø.
Tidigare har orten tillhört dåvarande Tromsøysunds kommun.